# Alain Gerbault
Alain Gerbault (Laval, 17 de noviembre de 1893 - Dili, Timor, 16 de diciembre de 1941), navegante francés.

## Orígenes
Nacido en una familia de industriales (descendiente de una familia patena de la ciudad de Saint-Berthevin, con cuatro generaciones de fabricantes de cal). Fue estudiante en Laval y luego París, para intentar acceder a la Grandes Écoles des Ponts et Chaussées. Durante la Primera Guerra Mundial ingresó como voluntario de la aviación y participó, a partir de 1916 en escuadrones de caza, reconocimiento y bombardeo. En esa actividad cosechó victorias espectaculares destacándose por su ciencia táctica y por la habilidad en las acrobacias aéreas.
La guerra fue su exaltación y su tormento, luego de ella no podía ser el mismo. Abandonó una hipotética carrera de ingeniero y se dedicó a los negocios sin mayor éxito. Junto con estas actividades empezó a participar de torneos de tenis (deporte que jugaba desde su infancia) y participó, en este deporte, de la final de Roland Garros en 1921.

## El mar
Es en ese tiempo cuando adquiere en Inglaterra un antiguo velero, el “Firecrest”. Luego de un entrenamiento de varios meses en el Mediterráneo, realiza el primer viaje a través del Atlántico en solitario 1923 cuando tenía 30 años, uniendo Gibraltar y Nueva York con el Firecrest, en 101 días. Esta hazaña, le valió la popularidad e impulsó sus proyectos posteriores. 
Luego de pasar un tiempo en Estados Unidos, zarpó de Nueva York el 2 de octubre de 1924 con destino Tahití, pasando por las islas Galápagos. En marzo de 1926 hizo el trayecto desde Tahití pasando por Fiyi, Reunión, el Cabo, Santa Helena, Cabo Verde y las Azores para llegar al puerto de Havre en julio de 1929. Siguió con esta vuelta al mundo durante 6 años más en los cuales visitó las islas del Pacífico y en particular la Polinesia Francesa, la zona que más apreciaba y que se transformó en uno de sus grandes amores.

## La Polinesia
Defendió la causa de la Polinesia, que estudió geográficamente e históricamente. Los últimos nueve años de su vida los pasó sobre el océano Pacífico, recorriendo las Islas Marquesas en 1933, las Islas Tuamotu en 1934 y Tahití en 1935. Apasionado por el pasado de estas islas, aprendió las lenguas de los aborígenes, rechazando la colonización europea que estaba llevando a la cultura polinesia a la extinción de modo inevitable. En cada una de sus escalas, se preocupaba por revivir las tradiciones locales, los cantos, los juegos y bailes prohibidos por la Administración. Se esforzaba por recuperar los entretenimientos de los pobladores promoviendo el fútbol como respuesta al alcoholismo. Hizo además una importante tarea en lingüística y etimología de las lenguas locales.
Todos estos viajes e investigaciones siempre partían de su querida Bora Bora (que en esos días se llamaba PoraPora), practicando en sus viajes un tipo de vida como el de los nativos, con escasos recursos y vistiendo como única prenda el pareo.

## La Segunda Guerra Mundial
La declaración de la guerra lo forzó a escapar de la Polinesia Francesa (Apoyaba en sus ideas al mariscal Philippe Pétain): su último viaje fue una huida desesperada a través de todo el Pacífico, para alejarse de las amenazas de la guerra. Cansado físicamente y moralmente, alcanza las islas Samoa, las Tonga, y finalmente Timor (Indonesia) donde la malaria le daría muerte en 1941, después de varios intentos de hacerse a la mar. En 1947, sus cenizas fueron llevadas a Bora Bora donde descansa en el mismo puerto.

## Publicaciones
- Seul à travers l'Atlantique, Grasset, 1925.
- A la poursuite du soleil, journal de bord. De Nueva York à Tahiti, Grasset, 1929.
- Sur la route du retour Journal de bord II de Tahiti vers la France, Grasset, 1929
- En marge des traversees. L'évangile du soleil. Fasquelle. 1932.
- Iles de beauté. Gallimard. 1943.
- Un paradis se meurt. Self. 1949.
- Mon bateau l'Alain Gerbault. Amiot-Dumont. 1952.
- O.Z.Y.U. Dernier journal. Grasset. 1952.